# Mio Fukuzumi
Mio Fukuzumi (福澄美緒 Fukuzumi Mio?) (Aichi, 6 de junio de 1979) es una actriz japonesa, siendo conocida por su rol de la villana Cuarta Lancera Wendīnu en la serie Super Sentai Ninpū Sentai Hurricaneger, emitido en 2002. Pertenece a Arble después de trabajar en Fromage.

## Carrera
Pertenece a Arble después de trabajar en Fromage. Se retiró del mundo del entretenimiento después de su matrimonio, hasta que en 2013 apareció en la película Ninpū Sentai Hurricaneger: 10 Years After con el nombre de Kayo Matsuda.

## Vida personal
Nao Nagasawa, con quien coprotagonizó Ninpū Sentai Hurricaneger, tiene una relación familiar, e incluso antes de que se decidiera oficialmente la producción, Nao también fue convocada para aparecer en Ninpū Sentai Hurricaneger: 10 Years After.

## Trabajos

### Televisión
- Kamen Rider Agito (25 de febrero de 2001 y 4 de marzo): Mayumi Katahira (episodios 5 y 6)
- Ninpū Sentai Hurricaneger (17 de febrero de 2002 al 9 de febrero de 2003): Cuarta Lancera Wendīnu
- Saturday Wide Theater Emergency Lifesaving Officer Saori Makita 2nd work "Emergency dispatch !! Ambulance jack occurs! Key type to corpse" (31 de mayo de 2003): Yuka Kawai
- Saturday Wide Theater Hot Spring Doctor Pokkaya Clinic Case Chart: Presentadora de bocadillos Midori
  - 4th work "Pediatrician killing and the mystery of a beautiful fugitive solved by a famous hot spring doctor Azumino-Hotaka-Lake Suwa" (17 de enero de 2004)
  - Fifth work "Woman standing at Saihate no Misaki Weekly magazine reporter murder reveals Tokyo-Fukushima-Aomori Asamushi Death chain" (11 de marzo de 2006)
- Kamen Rider Blade (2004): Azumi/Serpent Undeath
- Until the cherry blossoms bloom (2004): Misuzu

### V-Cinema
- Mystery Makai Reincarnation-Curly Woman Screaming (2003)
- Ninpū Sentai Hurricaneger vs. Gaoranger (4 de marzo de 2003): Cuarta Lancera Wendīnu
- Bakuryū Sentai Abaranger vs. Hurricaneger (12 de marzo de 2004): Cuarta Lancera Wendīnu
- Ninpū Sentai Hurricaneger: 10 Years After (9 de agosto de 2013): Cuarta Lancera Wendīnu (el crédito está a nombre de "Kayo Matsuda")

### Película
- Ninpū Sentai Hurricaneger: Shushutto the Movie (17 de agosto de 2002): Cuarta Lancera Wendīnu
- Tokusou Sentai Dekaranger The Movie: Full Blast Action (11 de septiembre de 2004): Wendīnu, estudiante del Space College
- Kiss and scratch (2004): Satomi

## Libros

### Imagen de video/DVD
- PRIDE GIRL/Hitomi Kosaka, Junko Tachikawa, Risa Mori, Hitomi Kawabe, Mio Fukuzumi (25 de febrero de 2003)
- Blue Eyes (21 de febrero de 2003, Toshiba Digital Frontiers)
- Labian (30 de mayo de 2003, Vega Factory)